# 佩拉爾塔岩
佩拉爾塔岩（英語：Peralta Rocks）是南極洲的岩石，位於特里尼蒂半島，長7公里、寬3.7公里，處於杜科爾普斯角以北13公里，由約8座岩石組成，由智利政府繪入地圖，現時由南極條約體系管理。